# Metro w Hangzhou

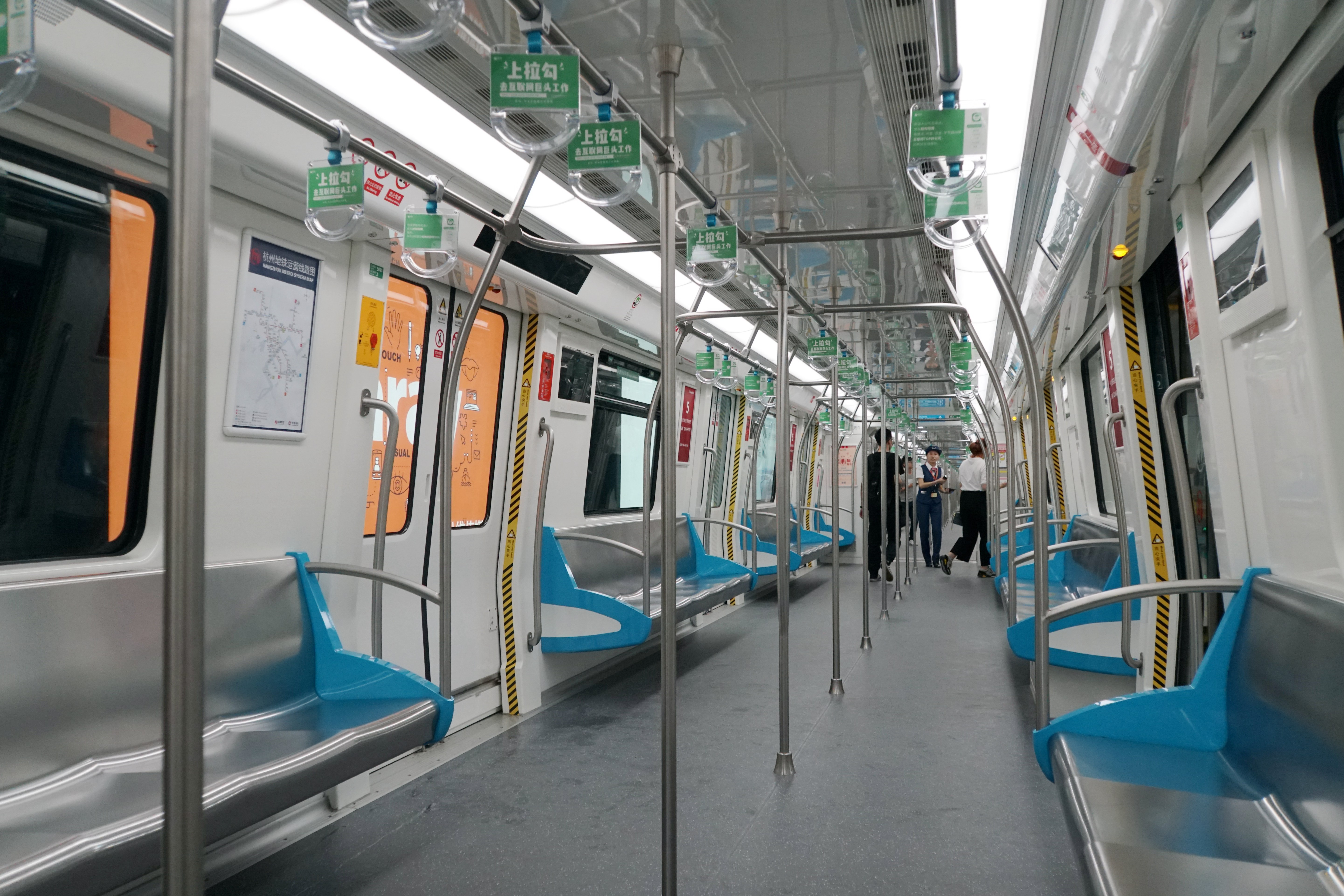
Wnętrze pociągu na linii nr 5

Metro w Hangzhou (chiń.: 杭州地铁; pinyin: Hángzhōu Dìtiě) – system metra w Hangzhou, otwarty w 2012 roku. Na koniec 2019 roku 4 linie metra miało łączną długość około 135 km, dziennie zaś korzystało z nich średnio 1,73 mln pasażerów.

## Historia

### Początki
Budowę metra w Hangzhou rozpoczęto 28 marca 2007 roku. Uroczyste otwarcie pierwszej linii metra o numerze 1, liczącej początkowo 31 stacji, odbyło się 24 listopada 2012 roku. Linia posiada główną trasę o długości 35 km, przebiegającą przez dworce centralny i wschodni, obsługujące koleje dużych prędkości oraz odnogę w środkowej części o długości około 12 km, mającą jedną ze stacji na dworcu kolejowym w sąsiednim mieście Zhejiang. 24 listopada 2014 roku oddano do użytku linię nr 2, o długości 18,3 km. Na początku lutego 2015 roku uruchomiono pierwszą część linii nr 4, biegnącą wzdłuż rzeki Qiantang Jiang. Po oddaniu w 2017 roku rozszerzeń linii nr 2 i 4, system metra w Hangzhou w 2018 roku miał łączną długość tras około 128 km.

### Dalszy rozwój
Wybranie Hangzhou na gospodarza Igrzysk azjatyckich w 2022 roku, przyśpieszyło rozwój systemu metra w mieście. W połowie 2019 roku uruchomiono pierwszą część linii nr 5. Do 2022 roku system metra ma zwiększyć się o ponad 380 km tras, mają być oddane do użytku wydłużenia linii 1, 4 i 5 oraz nowe linie o numerach 3, 6, 7, 8, 9, 10, a także linia nr 16 i prowadząca do portu lotniczego Hangzhou-Xiaoshan linia o nazwie Airport Express.

## Linie
W lutym 2020 roku metro w Hangzhou liczyło 4 linię, ponadto trwały prace nad budową kolejnych 8 nowych linii oznaczonych numerami 3, 10, i Airport Express.

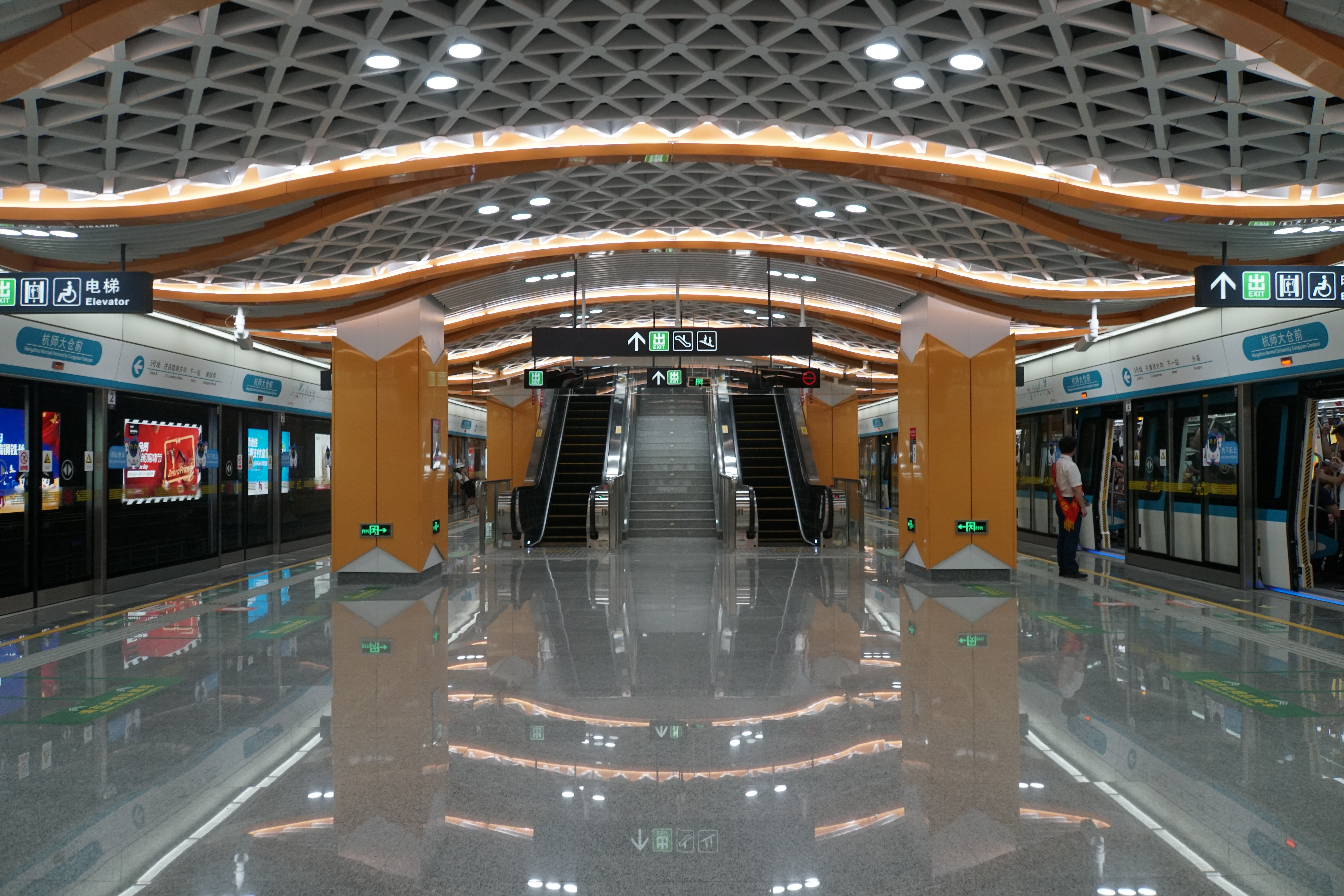
Stacja Normal University Cangqian Campus

Mapa metra w Hangzhou

| Linia | Stacje końcowe (dzielnice) | Stacje końcowe (dzielnice) | Data otwarcia | Ostatnia rozbudowa | Długość km | Stacje | Możliwości przesiadki            |
| ----- | -------------------------- | -------------------------- | ------------- | ------------------ | ---------- | ------ | -------------------------------- |
| 1     | Xianghu                    | Xiasha Jiangbin Linping    | 2012          | 2015               | 53         | 33     | 2 4                              |
| 2     | Chaoyang                   | Liangzhu                   | 2014          | 2017               | 43         | 32     | 1 4 5                            |
| 4     | Pengbu                     | Puyan                      | 2015          | 2018               | 21         | 18     | 1 2                              |
| 5     | Liangmu Road               | Shanxian                   | 2019          | –                  | 18         | 12     | 2                                |
| Razem | Razem                      | Razem                      | Razem         | Razem              | 135        | 90*    | * nie są zliczane wspólne stacje |